# Leucanopsis pseudoconiata
Leucanopsis pseudoconiata är en fjärilsart som beskrevs av Rothschild 1909. Leucanopsis pseudoconiata ingår i släktet Leucanopsis och familjen björnspinnare. Inga underarter finns listade i Catalogue of Life.